# تئوتیواکان

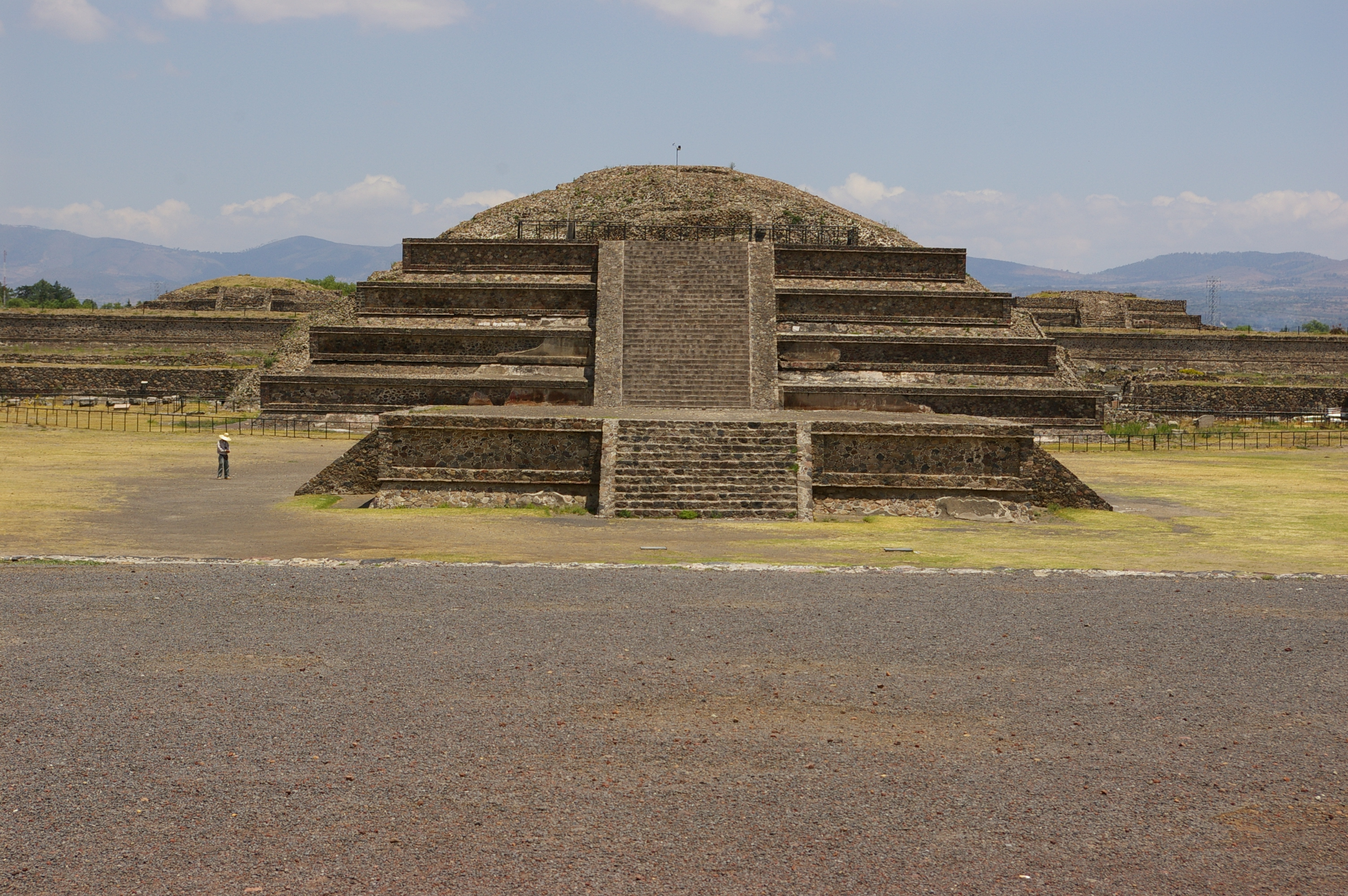
هرمی در تئوتیواکان

تئوتیواکان یا تئوتیئواکان (به اسپانیایی: Teotihuacán) نام مکان باستانی بزرگی‌است در حوزهٔ آبگیر مکزیک که بزرگترین هرم‌هایی که پیش از ورود اسپانیاها بدین سرزمین ساخته‌شده‌است در آن جای دارد. جدای از ویژگی هرم مانند شهر تئوتیواکان، آن شهر به دلیل ساختار پیچیده اش، دارا بودن ساختمان‌های چند طبقه، و خیابانی بنام خیابان مرگ و نیز بخش کوچکی از نقاشی‌های دیواری خارق‌العاده‌ای که به طرز اعجاب‌انگیزی حفظ شده‌اند دارای اهمیتی انسان شناسانه و بسزایی می‌باشد.
تئوتیواکان از نیمه نخست هزارهٔ یکم در اوج و بزرگترین شهر قاره آمریکا پیش از اکتشاف این قاره به دست اروپاییان بود. در اوج خود این شهر ۱۰۰ هزار باشنده را در خود جای می‌داده‌است. این شهر بر سراسر آمریکای میانه نفوذ داشته‌است. مردمان آن به احتمال از گروه‌های نژادی ناهوا، اتمی و توتوناک بوده‌اند.
این بخش تاریخی امروزه در شهرداری سن خوان در ایالت مکزیک جای گرفته‌است و در حدود ۴۵ کیلومتری شمال خاوری مکزیکو سیتی است. این بخش تاریخی ۸۳ کیلومتر مربع گستردگی دارد و از ۱۹۸۷ در فهرست میراث جهانی یونسکو ثبت‌است.
با مختصات ۵۰ '۳۷. ۶۸ «wº ۹۸»N۳۳' ۴۱º ۱۹
بعلاوه، شهر تئوتیواکان به دلیل سبک سفالین منحصر بفرد خود و دارا بودن ابزار خوب ابسیدین قدر و منزلتی بالا و کارایی گسترده پیدا کرد و در کتب آمریکای میانه به اصطلاح شهر «نازک‌نارنجی» معروف شده‌است.

## تاریخ
اینطور فرض می‌شود که ساخت این شهر حدود ۱۰۰ سال قبل از میلاد شروع شده و تا حدود ۲۵۰ سال بعد از میلاد ادامه داشته‌است. ساخت این شهر تا حدود قرن هفتم یا هشتم میلادی به طول انجامید، اما آثار تاریخی اصلی آن غارت شدند و به‌طور ناخودآگاه ۵۵۰ سال بعد از میلاد کل شهر در آتش سوخت. شاید بهتر باشد اینطور بگوئیم که در اولین نیمه از هزاره اول بعد از میلاد و در زمان اوج شهر تئوتی وکان، آن شهر جزو بزرگترین شهرهای آمریکایی ـ کلمبیایی قدیم با جمعیتی حدود ۱۲۵ هزار نفر یا حتی بیشتر بوده‌است که این امر حداقل آن را در بین ۶ شهر بزرگ دنیا در آن دهه قرار داده بود. دولتمردان این شهر در منطقه کوهستانی مکزیک و حول و حوش اولین قرن بعد از میلاد کانون مذهبی جدیدی را پایه‌گذاری کردند. در نتیجه شهر تئوتی وکان به عنوان بزرگترین و معروفترین مرکز مذهبی در دنیای جدید عصر خود معرفی شد. شهر مذکور حتی دارای خانه‌های چند طبقه بود تا بدین وسیله بتواند جمعیت عظیمی را در خود جای دهد. تمدن و فرهنگ پیچیده آن که مرتبط با موقعیت خاص آن زمین بود همچنین به نام‌های تئوتی واکان و تئوتی واکانو نیز خوانده می‌شد.
همچنین یکی از صحبت‌های بحث‌برانگیز آن دوران مذاکره بر سر این مطلب بود که آیا تئوتی وکان مرکز ایالت امپراطوری قرار بگیرد یا نه! که پیامد آن خبر در کل آمریکای میانه همچون شهر وراکروز مایا به خوبی ثبت شده‌است.
آزتک‌ها بسیار تحت تأثیر این شهر قرار گرفتند. همچنین اقوام مختلف ساکن در شهر تئوتی وکان موضوع بحث محافل قرار گرفتند. برخی از اقوام ساکن در آن شهر بزرگ اقوامی همچون: ناحوا، اوتومی، یا توتوناک بوده‌اند. پژوهشگران همچنین بیان کرده‌اند که تئوتی وکان دولتی چند ملیتی بوده‌است.
شهر اصلی تئوتی وکان و آثار تاریخی معروف آن در حال حاضر در شهرداری سان جوان آن شهر که یکی از ایالات مکزیک می‌باشد، و تقریباً در ۴۵کیلومتری (۲۵ مایلی) شمالی‌ترین شهر مکزیک قرار گرفته، واقع شده‌اند. زمین‌های آن ناحیه حدود ۸۳ کیلومتر مربع (۳۲ مایل مربع) از سطحی صاف و مسطح را دربر گرفته‌اند؛ که در سال ۱۹۸۷ میلادی قسمتی از آن ناحیه به عنوان میراث جهانی سازمان یونسکو قرار داده شد. این منطقه پربیننده‌ترین منطقه باستان‌شناسی در میان مناطق مکزیک می‌باشد.
نام تئوتی واکان به وسیلهٔ آزتک‌های ناحواتی زبان قرن‌ها بعد از سقوط شهر به این شهر داده شد. این نام با معنی «محل تولد خدایان» متبلور می‌شود. این بازتاب اسطوره خلقت ناحواها می‌باشد که طبق نظریه آن‌ها در تئوتی وکان رخ داده‌است. تئوتی وکان یک اسم ناحواتی یا آزتکی به معنای «محل استقرار کسانیکه جاده خدایان در دست آنهاست» می‌باشد.
این بدان دلیل است که آزتک‌ها معتقد بودند که خدایان تمام دنیا را در آن محل خلق کرده‌اند. نام انتخاب شده آن‌ها به صورت تئوتی واکان در زبان ناحواتی با لهجه هجایی «وا» تلفظ می‌شود.
با کنوانسیون‌های املایی نرمال لهجه ناحواتی، ما نمی‌توانیم در اینجا لهجه مورد نظر را برای شما به نگارش درآوریم. هر دوی این تلفظات و تلفظ اسپانیایی (تئوتی واکان) استفاده می‌شوند و هر دو حالت هجایی در این نام‌ها دیده می‌شوند.
در کل نام اصلی شهر نامعلوم می‌باشد. اما در متون هیروگلیف از ناحیه مایا بنام پوح یا «مکان آلات موسیقی» آمده‌است. این نشان می‌دهد که مایا از دوره کلاسیک با نام تئوتی وکان یا همان منطقه آلات موسیقی همچون دیگر شهرهای کلاسیک آن دوران در مکزیک مرکزی شناخته می‌شده‌است. مثل اسامی شهرهای تولان قابل سکونت همچون: تولان، تولاـ هیدالگو و کولولا.
این نامگذاری در اوایل قرن بیستم ایجاد سردرگمی‌کرد. در حالیکه دانشمندان در مذاکره بودند که آیا تئوتی واکان یا تولا هیدالگو همان تولان توصیف شده در وقایع قرن شانزدهم می‌باشد. در حال حاضر این کاملاً مبرم و مشخص به نظر می‌رسد که شهر تولان می‌تواند به عنوان یک عبارت عمومی ناحوایی شناخته شود تا در هر توافق کلی بکار گرفته شود. در مفهوم آمریکای میانه از شهرسازی، تولان و دیگر معادل‌های زبانی که در ارتباط با بسته‌های نی و خیزران می‌باشند و بخشی از محیط زیستی دریاچه‌ها را از دره مکزیک و جمع کثیری از مردم آن شهر را پوشش می‌دهند، تنها به عنوان یک استعاره بکار گرفته می‌شوند.

## آغاز
تاریخ اولیه شهر تئوتی وکان کاملاً اسرارآمیز و منشأ بنیان‌گذاری آن نامشخص می‌باشد. برای سالیان مدیدی باستان شناسان معتقد بودند آن شهر به وسیلهٔ تولتک‌ها ساخته شده‌است. این نظریه به متون دوران استعمار برمیگردد، همچون مستندات دوران فلورانس که به زمین‌های تولتک‌ها نسبت داده شده‌است.
اگرچه واژه ناحواتی «تولتک» در حالت کلی به معنی «صنعتگر سطح پیشرفته» می‌باشد و همیشه هم اشاره به تمدن تولتک‌ها (که بر روی تمدن تولا و هیدالگو متمرکز شده) ندارد. به دلیل اینکه تمدن تولتک قرن‌ها پس از تمدن تئوتی وکان‌ها شکوفا شد مردم نتوانستند پایه‌گذاران این شهر را ببینند.
در سال‌های گذشته شکل‌گیری شهرها، تعدادی از مراکز شهرها در مرکز مکزیک پدید آمد. مشهورترین آن‌ها بنام سوئی سوئملکو می‌باشد که در کرانه جنوبی دریاچه تلکس کوکو واقع شده‌است. پژوهشگران انتظار دارند که فوران آتشفشان زیتل احتمالاً باعث این شده که توده عظیمی از مردم از دره مرکزی خارج شوند و به دره تئوتی وکان مهاجرت نمایند. این طریق از سکنی گزیدن سبب سرعت بخشیدن یا تسریع رشدجمعیت تئوتی وکان شد.
دیگر پژوهشگران اظهار کرده‌اند که ۴ نفر از مردم توتوناک جزو پایه‌گذاران شهر تئوتی وکان بوده‌اند. مدارکی معتبر وجود دارد که حاکی از آنند حداقل برخی از کسانی که در تئوتی وکان زندگی می‌کرده‌اند با تحت تأثیر قرارگرفتن تمدن تئوتی وکان‌ها، شامل تمدن مردم زاپوتک، میکس تک و مایا از این منطقه مهاجرت کرده‌اند. پایه‌گذاران شهر تئوتی وکان از امتیاز جغرافیایی این شهر دریاچه‌ای مکزیک بهره برده‌اند.
از زمین باتلاقی که آن‌ها در آن بسترهایی را بنام چینا مپس در آن ایجاد کردند گرفته تا مکان‌های دیگر، که این مورد، فرم دهی کانال‌ها را سبب شد و اساساً کار قایقهای حمل و نقل مواد غذایی از مزارع اطراف شهر به داخل شهر را آسان و از ایجاد ترافیک جلوگیری کرد. اولین ساختمان بنا شده در شهر تئوتی وکان به قدمتی حدود ۲۰۰ سال قبل از میلاد برمی گردد. بزرگترین هرم بنا شده بنام هرم خورشید ۱۰۰ سال پس از میلاد کامل شد.

## دوران اوج و شکوفایی
این شهر در ۴۵۰ سال بعد از میلاد یعنی آنزمان که مرکز یک فرهنگ قدرتمند بود و به‌طور گسترده‌ای از نواحی اطراف آمریکای میانه تأثیر می‌گرفت، در دوران اوج خود بود.
در آنزمان (یعنی در دوران اوج) مساحت آن به بیش از ۳۰ کیلومتر مربع (بیش از ½ ۱۱ مایل مربع) می‌رسیده‌است و احتمالاً جمعیتی برابر با ۱۵۰٫۰۰۰ نفر را در خود جای داده بود؛ و طبق تخمینی دیگر اینطور گفته شده که آن شهر بیش از ۲۵۰٫۰۰۰ نفر جمعیت داشته‌است.
مردم از سراسر ناحیه تئوتی وکان تحت تأثیر آن شهر که تا جنوب گواتمالا امتداد یافته بود، از مناطق مختلفی به آن شهر می‌آمدند و در آنجا سکنی می‌گزیدند. تنها نکته منفی در مورد این شهر عدم وجود ساختارهای استحکامی و ارتشی مقتدر برای آن بوده‌است.
مقبره‌های موجود در نظر گرفته شده در خیابان‌ها برای مرده‌ها اشاره به سبک معماری طالود ـ تیبلرو دارد. بخش‌های بازسازی شده سبک‌های معماری شهر تئوتی وکان نشان دهنده بکارگیری رنگ قرمز در آمریکای میانه دارد که با مکمل‌های طلایی و تزئین رنگ سبز به همراه سنگ‌های مرمر و گرانیت جلوه‌ای خاص به این شهر داده بودند.
مراودات عادی سیاسی و فرهنگی بین تئوتی وکان و مراکز نواحی مایا (معروف به دیگر نقاط آمریکای میانه) برای دهه‌ها از اهمیت به سزا و چشمگیری برخوردار بوده‌است. مبادلات و تعاملات اصلی برای قرن‌ها یعنی از زمان روی کار آمدن سبک کلاسیک اولیه تا سبک کلاسیک میانه ادامه داشته‌است.
رسوب «ایدئولوژی الهام بخش تئوتی وکان» و نقش و نگارهای منسجم در مراکز مایا به سبک کلاسیک اخیر درست پس از دوران افول تئوتی وکان بود.
اگرچه پژوهشگران تنها به توسعه و درجه تأثیرگذاری شهر تئوتی وکان اشاره کرده‌اند، برخی نیز معتقدند آن شهر دارای نفوذ مستقیم و نظامی‌گری بوده‌است. برخی دیگر هم معتقدند که اقتباس ویژگی‌های «خارجیها» بخشی از نفوذ فرهنگی دوسویه، آگاهانه و انتخابی می‌باشد. یافته‌های جدید نیز حاکی از آنند که تئوتی وکان از همان زمان امپراطوری‌های باستان، همچون تولتک و آزتک روشی یکسان در مراودات و مبادلاتش با دیگر مراکز اعمال می‌کرده‌است. این باور وجود دارد که تئوتی وکان تأثیر را بر روی سبک‌های کلاسیک و پیش از کلاسیک مایا داشته‌است، و به احتمال زیاد این امر توسط تصرف چندین مرکز و ناحیه مایا شامل: تیکان و ناحیه پتن و تأثیر فرهنگ مایا بوده‌است.
سبک‌های معماری ماندگار در شهر تئوتی وکان به‌طور بسیطی در تعدادی از زمین‌های فاصله دار آمریکای میانه پراکنده شده‌اند که برخی از تحقیقات به عنوان مدارکی برای مبادلات بدست آمده تئوتی وکان و نفوذهای نظامی‌گری یا سیاسی می‌باشد. سبک خاص مرتبط با تئوتی وکان معروف به سبک طالود ـ تیبلرو می‌باشد که یک بخش خارجی شیب دار رو به داخل از یک ساختار (طالود) می‌باشد و توسط یک صفحه مستطیل شکل (تیبل رو) در بالا قرار داده شده‌است.
واریانس‌های این سبک عام در برخی از زمین‌های مناطق مایا همچون: تیکال، کامینالیویو، کوپان، بکان و اکسکن تاک و بخصوص در منطقه دریاچه‌ای پتن و سرزمین‌های بایز گواتمالا یافت شده‌اند. سبک طالود ـ تیبلرو در تاریخ‌های گذشته دارای ابتدایی‌ترین شکل شهر تئوتی وکان در اوایل دوره کلاسیک می‌باشد؛ که به نظر می‌رسد طی دوران سبک کلاسیک از ناحیه تلاکس کالا ـ پوئبلا نشأت گرفته‌است. تجزیه و تحلیل‌ها ردّ پایی در توسعه واریانس‌های محلی سبک طالود ـ تیبلرو در زمین‌هایی همچون تیکال دارند، یعنی آنجا که بکارگیری آن برمیگردد به ظواهر و نقش و نگاره‌های گرافیکی مرتبط با شهر تئوتی وکان در قرن پنجم.
سبک طالود تیبلرو از آمریکای میانه و به‌طور کلی تر از پایان دوره قبل از کلاسیک گسترش یافت؛ و نمی‌توان گفت که تنها از شهر تئوتی وکان تأثیر می‌گرفته‌است. در حقیقت چگونگی گستردگی این سبک در منطقه پهناور مایا نامشخص است.
شهر تئوتی وکان یک مرکز صنعتی بود، یعنی تبدیل شده بود به خانه اصلی سفالگران، طلاسازان و صنعتگران بسیاری. تئوتی وکان به دلیل تولید تعداد بی‌شماری از صنایع آبسیدین معروف می‌باشد. تئوتی وکان‌های غیرباستانی بدون هیج علامت و نماد نوشتاری مجبور به ترک شهر شدند. دست نوشته‌های نقل قولی مایایی حاکی از آنند که اشراف‌زادگان تئوتی وکان پس از رونق شهر به آنجا مهاجرت کردند و احتمالاً به زور برخی از املاک آنجا را به تصرف خود درآوردند که این باعث دور شدن روستائیان از آن مناطق که تا نزدیکی هاندوراس پیش رفتند، شد.
در کتیبه‌های مایا از یک نام مستعار با عنوان «جغد شاخدار» نام برده شده که گفته می‌شود آن برای بخشی از قانون تئوتی وکان در نظر گرفته شده بوده‌است. بدین صورت که این عنوان به فرمانروایانی داده می‌شد که بیش از ۶۰ سال حکمرانی می‌کردند و خویشان نزدیک خود را نیز به عنوان فرمانروایان تیکال و اوگزاکتان در گواتمالا منصوب می‌کردند.

## ماسک شهر تئوتی وکان، دوره کلاسیک، موزه هنری والترز
پژوهشگران نظریات خود را در مورد فرهنگ باستانی تئوتی وکان و نقاشی‌های ناب دیواری آن و دیگر چیزها همچون نقاشی‌های دیواری واگنر (که در مجموعه‌ای خصوصی یافت می‌شود) و نیز کتیبه‌های رمزی مایایی (جهت حفظ از دسترس غارتگران) تئوتی وکان تفسیر و توصیف کرده‌اند. شاید یکی از دلایل به شهرت رسیدن شهر مذکور بین سال‌های ۴۵۰ و ۶۵۰ پس از میلاد، خلق نقاشی‌های دیواری منحصر به فرد آن باشد.
هنرمندان نقاش در کل آمریکای میانه بی‌رقیب بودند. این نکته توسط نقاشان ایتالیایی دوره فلورانس و رنسانس بیان شده‌است.

## نقاط ضعف
پژوهشگران معتقدند یکی از دلایل غارت و سوخته شدن شهر، حملات مهاجمان به آن در قرن هفتم یا هشتم می‌باشد. گرچه با مدارک جمع‌آوری شده بیشتری این نتیجه بدست آمد که آتش گرفتن شهر محدود به ساختمان‌ها و منازل مسکونی بود که اساساً مالک آن طبقه اشراف بودند. با این نظریه برخی بر این باورند که نابودی شهر و سوخته شدنش در آتش از شورش داخلی نشأت گرفته شده‌است.
پژوهشگران می‌گویند به دلیل اینکه طبق برنامهٔ اولیه در ساخت شهر در ابتدا توجه خاصی به کاخ‌ها و معابد (یعنی اماکنی که توسط طبقات بالا مورد استفاده قرار می‌گرفتند) شده بود، در نتیجه تئوری حمله یک تئوری ناقص است. چونکه در تمامی زمین‌های داخل و خارج شهر اثر آتش‌سوزی دیده می‌شود، باستان شناسان به این نتیجه رسیده‌اند که شهر به‌طور یکپارچه در آتش سوخته شده‌است. علی‌رغم این تعاریف در حال حاضر این نتیجه حاصل می‌شود که گستردگی آتش تا ساختمان‌های مدنی که در امتداد خیابان مرگ بودند ادامه داشته‌است. به نظر می‌رسد برخی از مجسمه‌ها به طریقی هدفمند همراه با چارچوب‌های اطرافشان نابود شده‌اند.
مدارکی جهت جمع‌آوری اطلاعات حول و حوش قرن ششم میلادی در آشنایی با برخی حمایت‌ها جهت فرضیه ناآرامی‌های داخلی شروع شد، تا بدین ترتیب دلیل کاهش یکباره جمعیت کشف شود. کاهش جمعیت شهر تئوتی وکان مرتبط با خشکسالی بلند مدتی بود که آن نیز خود بر اثر تغییرات آب و هوایی بین سال‌های ۵۳۵ تا ۵۳۶ پس از میلاد به وجود آمد.
با کار دائم باستان شناسان بر روی مسئله کاهش بوم شناختی نظریه جدیدی بدست آمد که حاکی از آن بود: در بین اجساد مردگان قرن ششم درصد کثیری از آن‌ها را نوجوانان تشکیل می‌دادند که اثبات شده مرگ آن‌ها بر اثر سوء تغذیه بوده‌است.
این یافته‌ها جدای از تئوری‌های دیگری که در بالا ذکر شد، می‌باشند. با این وجود، هر دو به افزایش تئوری جنگ و ناآرامی‌های داخلی دامن می‌زنند و همچنین می‌توانند از یک دوره کلی از خشکسالی و قحطی تأثیر گرفته باشند. دیگر شهرهای نزدیک مرکزی همچون کولوا، زوچیکالکو و کاکاکستلا برای پرکردن خلاء قدرت که با سقوط شهر تئوتی وکان آن‌ها نیز از بین رفتند با یکدیگر رقابت می‌کردند. آن‌ها احتمالاً خودشان را برخلاف مردم تئوتی وکان در برابر کاهش نفوذ و قدرت وفق پذیر کردند. در این زمین‌ها دو امر هنر و معماری به وسیلهٔ فرم‌های مختلف معماری شهر تئوتی وکان با یکدیگر رقابت می‌کردند. اما همچنین دو اصل نقش و نگارها و دست نوشته‌های گلچین از دیگر بخش‌های آمریکای میانه به خصوص در ناحیه مایا نابود شد. نابودی و ویرانی ناگهانی شهر تئوتی وکان برای مردم ایالت آمریکای میانه از دوران کلاسیک امری غیرعادی نبود. مورد دیگری وجود دارد که گفته شده برخی از مردم ایالت مایا از چاقی متشابهی در قرن‌های ذکر شده رنج می‌بردند، که پژوهشگران این امر را نیز متمایز از وقایع ویرانی دوران کلاسیک مایا نمی‌دانند در سال ۹۰۰ پیش از میلاد و حدود ۱۱۵۰ سال قبل از میلاد مردم شهر تویا نیز از چاقی مشابهی رنج می‌بردند. یکی دیگر از شهرهایی که در آن دوران تقریباً به کل ویران شده و در آتش سوخت شهری بنام زوچیکالکو است که در دره مورلاس واقع شده بود.

## فرهنگ
مدارک باستان‌شناسی حاوی این مطلب اند که شهر تئوتی وکان شهری چند نژاده با مناطق مجزایی برای ساکنین اوتومی، زاپوتک، میکستک، مایا و ناحوا بوده‌است.
همچنین مردم توتوناکس اظهار کرده‌اند که در ساخت این شهر دخیل بوده‌اند. آزتک‌ها نیز همین داستان را تکرار کرده‌اند، اما این ادعاها در یافته‌های باستان شناسان اثبات نشده‌اند.
در سال ۲۰۰۱، ترنس کافمن با ارائه مدارک زبانشناسی اظهار کرد که یک نژاد بسیار مهم در شهر تئوتی وکان مربوط به نژاد توتوناکان‌ها یا زبانشناسی وابسته میکزه ـ زوکوان بوده‌است. او به این نکته اشاره کرد تا تأثیرات کلی زبان توتونکان‌ها و میکزه زوکوان‌ها را در تعداد دیگری از زبان‌های آمریکای میانه تفسیر کند. همان کسانیکه هیچ پیشینه تاریخی معروفی در تماس با دیگر گروه‌های ذکر شده در بالا نداشتند. دیگر پژوهشگران اظهار کرده‌اند که بزرگترین گروه از جمعیت احتمالاً مربوط به قبیله اوتومی‌ها بوده‌است و این بدان دلیل است که زبان اوتومی زبان شناخته شده و معروفی بود که در برخی نواحی اطراف شهر تئوتی وکان چه در دوره قبل و چه در دوره بعد از دوره کلاسیک و البته نه در دوران میانه بدان صحبت می‌شد. یک نقاشی دیواری هرآنچه که به عنوان بزرگترین الهه شهر تئوتی وکان شناسایی شد را نشان می‌دهد. در نشان اختصاری کتاب چاپ شده در سال ۱۹۹۲، یعنی یک دیکشنری که در آن به توصیف خدایان و نشانه‌های مکزیک باستان و نیز مایا و میلروتاب پرداخته شده نام ۸ خدا آمده‌است. در زیر به برخی از آن‌ها اشاره می‌شود:

## خدای طوفان (بزرگترین الهه)
که مقابل ابلیس پرپوش قرار می‌گرفت و یک خدای مهم در تئوتی وکان بود و هرم آن کاملاً نزدیک به هرم ابلیس پرپوش ساخته شده بود.

## خدای ریش سفید و مسن
که در مقابل ابلیس جنگ قرار می‌گرفت. قبیله طاب تمایزی را بین دو خدای در نظر گرفته شده برای دو ابلیس عنوان شده در نظر گرفته بودند. محققان دیگر در دین و عقاید مذهبی اینچنینی (همچون جاگوار بدام افتاده) مشکوک می‌باشند.

## خدای صبر
که در مقابل ابلیس چاقی قرار می‌گرفت. اعتقاد بر این بوده که این خدا اساساً از پیکری کوچک برخودار بوده و در نتیجه مرتبط با تشریفات مذهبی در مراسم خانوادگی بوده‌است.
اتفاق آرایی که در بین نتایج پژوهشگران به چشم می‌خورد اینست که: خدای اصلی تئوتی وکان بزرگترین الهه آن نواحی بوده‌است.
طرح معماری ساختمان مدنی آن شهر یکی از اهرم برجسته می‌باشد. سیاستمدارانی که روی این ناحیه تمرکز کرده بودند جزء سرگروه‌های مذهبی سیاسی بوده‌اند.
یکی از ویژگی‌های شهر تئوتی وکان پذیرفتن قربانیان انسانی بوده‌است. همچون: اجزای بدن انسان‌ها و نیز قربانی کردن برخی از حیوانات که تمامی آن‌ها در هرم اصلی تئوتی وکان صورت می‌گرفته‌است.
پژوهشگران معتقدند که وقتی ساختمان‌ها ساخته و پیامد آن مجلل شدند، مردم از قربانی کردن انسان‌های دیگر به عنوان بخشی اهدایی ناراضی بودند.
معمولاً قربانی‌ها جنگجویان دشمنی بودند که در جنگ اسیر شده و برای این مراسم قربانی مذهبی به شهر آورده می‌شدند تا این اطمینان حاصل شود که قربانی کردن انسان‌ها مایه پیشرفت و رونق شهر می‌شود. برخی از قربانیان سرشان از تنشان جدا می‌شد، برخی قلبشان درآورده می‌شد، برخی دیگر با زدن چندین ضربه به سرشان کشته می‌شدند و بعضی هم با زنده سوزانده شدن.
حیواناتی هم که به عنوان قربانی و پیشکش برای حفظ قدرت و ارتش این شهر در نظر گرفته می‌شدند نیز در حالی که در قفس زندانی بودند، به‌طور زنده در آتش می‌سوختند. حیوانات در نظر گرفته شده برای این مراسم شامل: شیرکوهی، گرگ، عقاب، شاهین، جغد یا حتی مارهای سمی بودند.
همچنین تعداد زیادی ماسک سنگی نیز در این شهر پیدا شد که پژوهشگران به اجماع عقیده داشتند آن ماسک‌ها برای مراسم خاکسپاری استفاده می‌شده‌اند. اگرچه برخی از پژوهشگران که در این مورد شک دارند اینطور عنوان کرده‌اند: «به نظر نمی‌رسد این ماسکها از مراسم خاکسپاری بجا مانده باشند.»

## اقامتگاه
شهر تئوتی وکان ترکیبی از منازل مسکونی و تجاری بود. خانه‌های اشرافی معمولاً ترکیبی از چندین خانه بودند که چندین خانواده را در خود جای می‌داد، و نیز در برخی از این خانه‌ها مکان‌هایی طراحی شده بود که حدود ۶ یا حتی ۸ خانواده را در خود جای می‌داد. چنین محل‌های سکونت لوکسی عموماً از گچ ساخته شده بودند و تک تک دیوارها نیز به طرز استادانه‌ای با نقاشی‌های دیواری تزئین می‌شدند. این منازل ترکیبی یا بهتر بگوئیم این آپارتمان‌های چندین طبقه عموماً در مرکز شهر دیده می‌شدند. دریاچه پهناور ایالت مکزیک این امکان را برای مردم آن نواحی فراهم آورده بود که بتوانند در اطراف آن سکنی گزینند و نیز اتاق خواب‌های راحتی و تخت‌های گهواره‌ای نرم از لجن‌های باتلاقی آن ناحیه برای خود بسازند و نیز بین اتاق خواب‌ها کانال کشی کنند.
دیگر بخش‌های این شهر به خانه‌های قبایل با نژادهای گوناگون و مهاجران اختصاص داده شده بود؛ و به‌طور معمول در این بخش‌ها به چندین زبان مختلف مکالمه می‌شد.

## زمین‌های باستانی
دو مورد از آثار باستانی تئوتی وکان که حتی پس از ویرانی و نابودی آن شهر هم کاملاً از بین نرفتند، هرم خورشیدی و مکان باستانی دیوراما می‌باشند که درموزه تئوتی وکان نگهداری می‌شوند. بعد از سقوط شهر مردم زیادی از اقصی نقاط مکزیک به آن منطقه آمدند و به‌طور غیرقانونی در زمین‌های آن ساکن شدند. در زمان سکونت آزتک‌ها، شهر به یک زیارتگاه تبدیل شده بود و طبق افسانه تولانی‌ها، شهر تئوتی وکان مکانی بود که خورشید در آنجا خلق شده بود. امروزه، شهر تئوتی وکان یکی از بارزترین و قابل توجه‌ترین مکان‌های مکزیک برای جذب باستان شناسان می‌باشد.

## عملیات خاکبرداری و تحقیق
در اواخر قرن هفدهم کارلوس دسی گوانزا وای جونگورا (۱۶۴۵ تا ۱۷۰۰) در اطراف هرم خورشید شروع به عملیات حفاری و خاکبرداری کرد. حفاری‌های باستان‌شناسی جزئی دیگری نیز در قرن نوزدهم صورت گرفت. در سال ۱۹۰۵ یک باستان‌شناس بنام لئوپولدو باتراس پروژه اصلی و بزرگی از حفاری و بازسازی را اجرا کرد. هرم خورشید برای برپایی جشن صدمین سالگرد جنگ مکزیک که در سال ۱۹۱۰ به استقلال رسید، تعمیر شد. حفاری‌های دیگر در سی اودادلا در دهه ۱۹۲۰ صورت گرفتند که با نظارت شخصی بنام مانوئل گامیو اجرا شد. دیگر بخش‌های این زمین در دهه‌های ۱۹۴۰ و ۱۹۵۰ مورد حفاری و خاکبرداری قرار گرفتند. اولین پروژه بازسازی و حفاری که روی بخش بسیطی از یک ناحیه در این شهر صورت گرفت توسط شخصی بنام اینا و با نظارت جرج اکوستا از سال۱۹۶۰ تا ۱۹۶۵ صورت گرفت. این کار با اهداف پاکسازی خیابان مرگ، استحکام بخشیدن به ساختمان‌های مشرف در آن خیابان و عملیات حفاری و خاکبرداری از کاخ کوات زالپا پالوت صورت گرفت.
طی این عملیات که بنام «صدا و نور» معروف شده بود، کارگران در سال۱۹۷۱ در زیر بخشی از زمین هرم خورشیدی درب ورودی یک تونل و یک سیستم غارمانند را کشف کردند.
اگر پژوهشگران مدت‌های مدید بر این باور بودند که این غاری است کاملاً طبیعی، با بررسی‌های اخیر ثابت شد که تمامی این تونل به وسیلهٔ انسان‌ها ساخته شده‌اند. قسمت داخلی هرم خورشیدی هرگز به‌طور کامل حفاری نشدند.
بین سال‌های ۱۹۸۰ تا ۱۹۸۲ برنامه اصلی دیگری از حفاری و بازسازی در هرم ابلیس پرپوش و کل خیابان مرگ صورت گرفت. اخیراً یک سری عملیات حفاری در هرم ماه نیز صورت گرفته که براساس خاکبرداری گسترده‌ای که در آن منطقه صورت گرفت، مدارک معتبری از فرهنگ آن شهر بدست آمد.
در سال ۲۰۰۵ یک بارندگی صورت گرفت که پیامد آن کشف یک تونل ۳۳۰ فوتی زیر هرم بودو در مجاورت آن نیز هیچ پوششی برای درب ورودی تخصیص داده نشده بود. همچنین چندین حفره زیر زمینی نیز کشف شد. این تونل و چندین حفره درون آن در سال ۲۰۱۳ توسط یک رباط کنترلی بنام تلالوک ۱۱-TC و با نظارت باستان‌شناسی بنام سرجیو گومز چاوز (مدیر اجرایی پروژه تلالوکان) مورد بازبینی و تحقیق و تفحص قرار گرفت.
در یکی از حفره‌ها، رباط گوی‌های عجیب زرد رنگی را پیدا کرد که دارای هسته‌ای سفالین از خاک شهر تئوتی وکان بودند که توسط اکسیداسیون پیریت و با لایه‌ای سفالین دربرگرفته شده بودند. اینور فرض شده که این گوی‌های در ابتدا فلزی بوده‌اند و به عنوان لوسترهایی پرنور و درخشنده بکار گرفته می‌شدند. فردی بنام جرج کوگیل از دانشگاه ایالت آریزونا اینطور نتیجه‌گیری می‌کند: «براستی که آن‌ها بی نظیرند، اما من هیچ ایده خاصی در مورد اینکه آن‌ها دقیقاً به چه کار می‌آیند ندارم.»
از دیگر چیزهایی که در تونل زیرزمینی بخشی از هرم یافت شد ماسک‌هایی بود که با بلورهای کوارتز و یشم پوشیده شده بودند و در ظروف سفالین با قدمت ۱۰۰ سال قبل از میلاد جای داده شده بودند. تیم تحقیقاتی با کشف چنین نتایجی تشویق و ترغیب به جستجوی بیشتر در این تونل شد.

## توضیحاتی در مورد ساخت شهر
خیابان بزرگ اصلی شهر با نام «خیابان مرگ» (که این نام ترجمه شده واژه ناحواتی آن با نام میکوآلتی می‌باشد) با سبک معماری تأثیرگذار و فوق‌العاده‌ای همچون هرم بسیار بزرگ خورشید (یعنی سومین هرم بزرگ در دنیا پس از اهرام کولوا و گیزا) ساخته شد. در امتداد خیابان مرگ تعداد زیادی سکوی کوچکتر طالود ـ تیبلرو وجود دارد. آزتک‌ها بر این باور بودند که آن‌ها مقبره‌هایی الهام بخش برای شکل‌گیری نام خیابان مذکور بوده‌اند. در حال حاضر پژوهشگران به این نتیجه رسیده‌اند که «اینها سکوهای تشریفاتی به منظور اجرای مراسم مذهبی بوده‌اند، که در بالای معابد نصب می‌شدند.»
کمی پائین‌تر از خیابان مرگ منطقه‌ای است معروف به سیتادل که معبد ویران شده ابلیس پرپوش در آنجا قرار دارد. این منطقه دارای میدان بزرگی است که به وسیلهٔ معابدی که به نیات مذهبی و سیاسی در مرکز شهر قرار گرفته‌اند، دربر گرفته شده‌است. نام «سیتادل» توسط اسپانیایی‌ها به آن داده شد، یعنی همان کسانیکه معتقد بودند آن یک دژ می‌باشد. اکثر مردم عادی ساکن آن شهر در آپارتمانهای بزرگی که در اطراف شهر ساخته شده بودند زندگی می‌کردند. برخی از این آپارتمان‌ها دارای مغازه‌هایی بودند که در آن‌ها صنعتگران به تولید ظروف سفالین و دیگر کالاها می‌پرداختند.
ترکیب جغرافیایی شهر تئوتی وکان مثال خوبی از سنت آمریکای میانه در برنامه‌ریزی شهرها برای ساخت محل‌های مسکونی و الگوهای ساختمانی منحصر به فردی از دیدگاه معماران سرتاسر جهان می‌باشد.
شبکه شهری با برآورد °۵/۱۵ دقیقه منطقه شرق را به شمال وصل می‌کرد. این برآورد طبق فرضیه‌ای صورت گرفت که می‌گفت در تابستان هر سال خورشید در همان زاویه سال قبل طلوع می‌کند.
ساکنین این شهر از این شبکه متصل برای تنظیم کردن زمانشان یا به عنوان نشانه‌ای برای کاشت گیاهان یا انجام مناسکی خاص استفاده می‌کرده‌اند.
فرضیه موجود دیگر این است که در آمریکای میانه زمین‌های باستانی بی‌شماری وجود دارد که به نظر می‌رسد با بلندترین کوه آن ناحیه هم جهت شده‌اند. اینطور به نظر می‌رسد که وجود چنین موردی در تئوتی وکان، طبق برآمدگی‌های نزدیک این رشته کوهستانی در جهت کوه مورد نظر در پیچیدگی شهر تئوتی وکان به چشم نمی‌آید. دوایر درون‌شهری و در نواحی اطراف بیان‌کننده این مطلبند که مردم خود این عملیات را مدیریت می‌کردند تا این کانال‌های شهری را تا نزدیک اهرام پای کوه که خارج از نقطه دید آن‌ها بود، بکشانند.
ساخت شهرسی اودادلا طی یک برهه بنام میکائوتلی و تحت تأثیر هرم خورشیدی و در کل طی یک سری کامل از اضافات و بازسازی‌ها کامل شد.
ترکیب بزرگ در امتداد خیابان مرگ، یعنی در غرب سی اودادلا شکل گرفت، که می‌توان گفت این شهر احتمالاً بازار اصلی آن منطقه بوده‌است. وجود بازاری بزرگ در مرکز شهر با این اندازه مدرک معتبری دال بر سازماندهی این ایالت می‌باشد. شهر تئوتی وکان در آن نقطه بسیار بزرگ و پیچیده بود تا به‌طور قابل قبولی به عنوان شهر اول آن منطقه در نظر گرفته شود.
شهر سی اودادلا ترکیب محصور بزرگی بود و حدود ۱۰۰۰۰۰ نفر را در خود جای داده بود؛ که حدود ۷۰۰۰۰۰ متر مکعب (یارد) مواد برای ساخت خانه‌های آن منطقه استفاده شده بود. تمرکز اصلی آن بر معبد کواتزال کوآتل بود که در کنار آپارتمان‌های شیک و لوکس بنا شده بود. کل این ترکیب‌ها این‌گونه طراحی شده بود تا بازدید کنندگان بسیاری را به سمت خود جذب کند.

## ترس از توسعه و پیشرفت
پارک باستانی شهر تئوتی وکان تحت تأثیر ترس از فشارهای توسعه قرار گرفت. در سال ۲۰۰۴، دولتمرد ایالت مکزیک بنام آرتورو مانتیل به شخصی بنام والمارت اجازه ساخت فروشگاه بزرگی را در سومین ناحیه باستانی این پارک داد. طبق سازمان نفوذی متقابلی دوران ساخت این فروشگاه محصولات مصنوعی (غیرکاشتنی) احتکار و انبار نشدند. طبق گزارش‌ها بدست آمده این موارد طی آتش زدن کارگران وقتیکه پرده از کشتار بسیار شدید و وحشتناکی برداشته شد، و آشغال‌ها در خیابان‌ها ماند برملا شد.

## نگارخانه

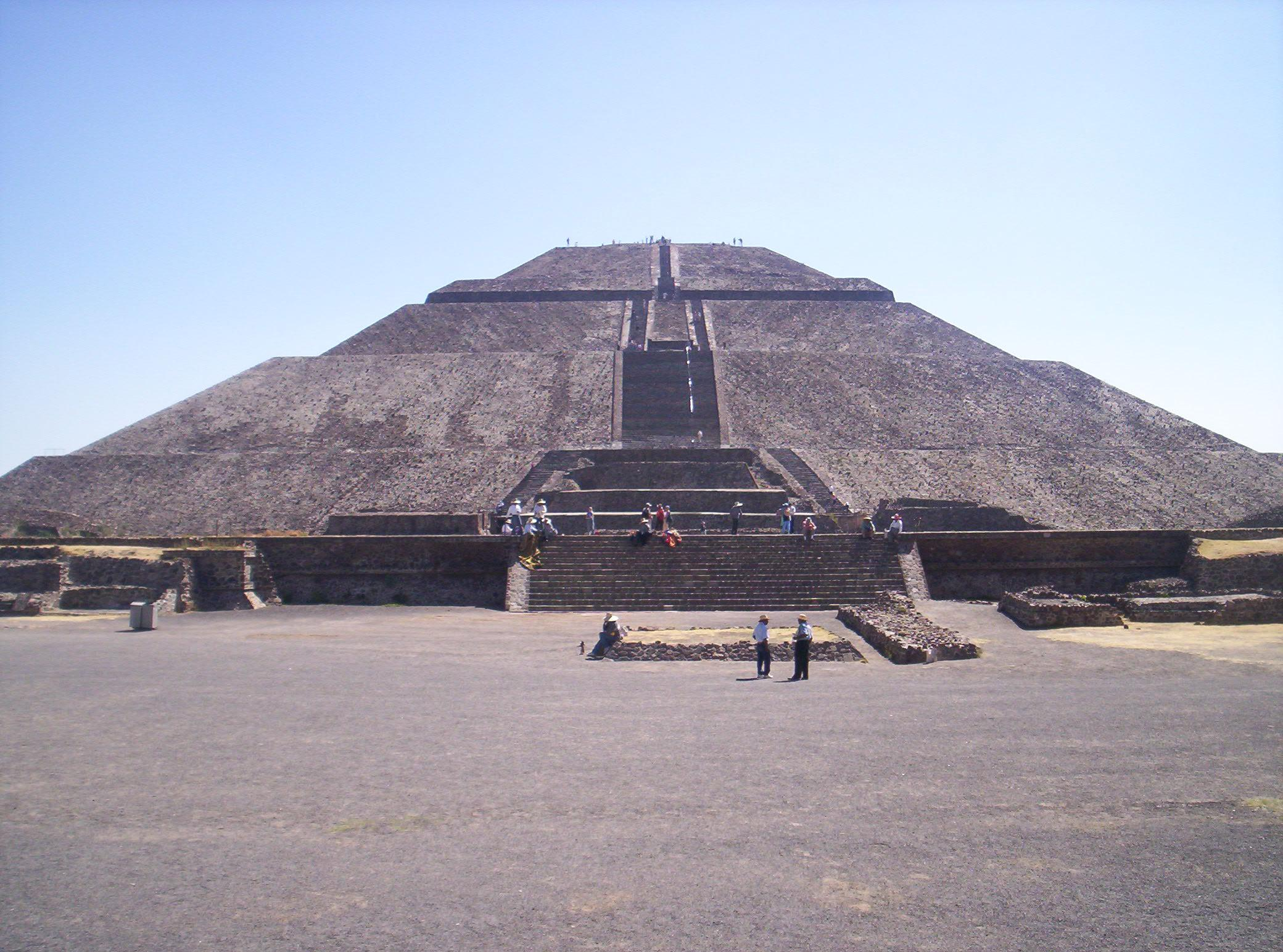
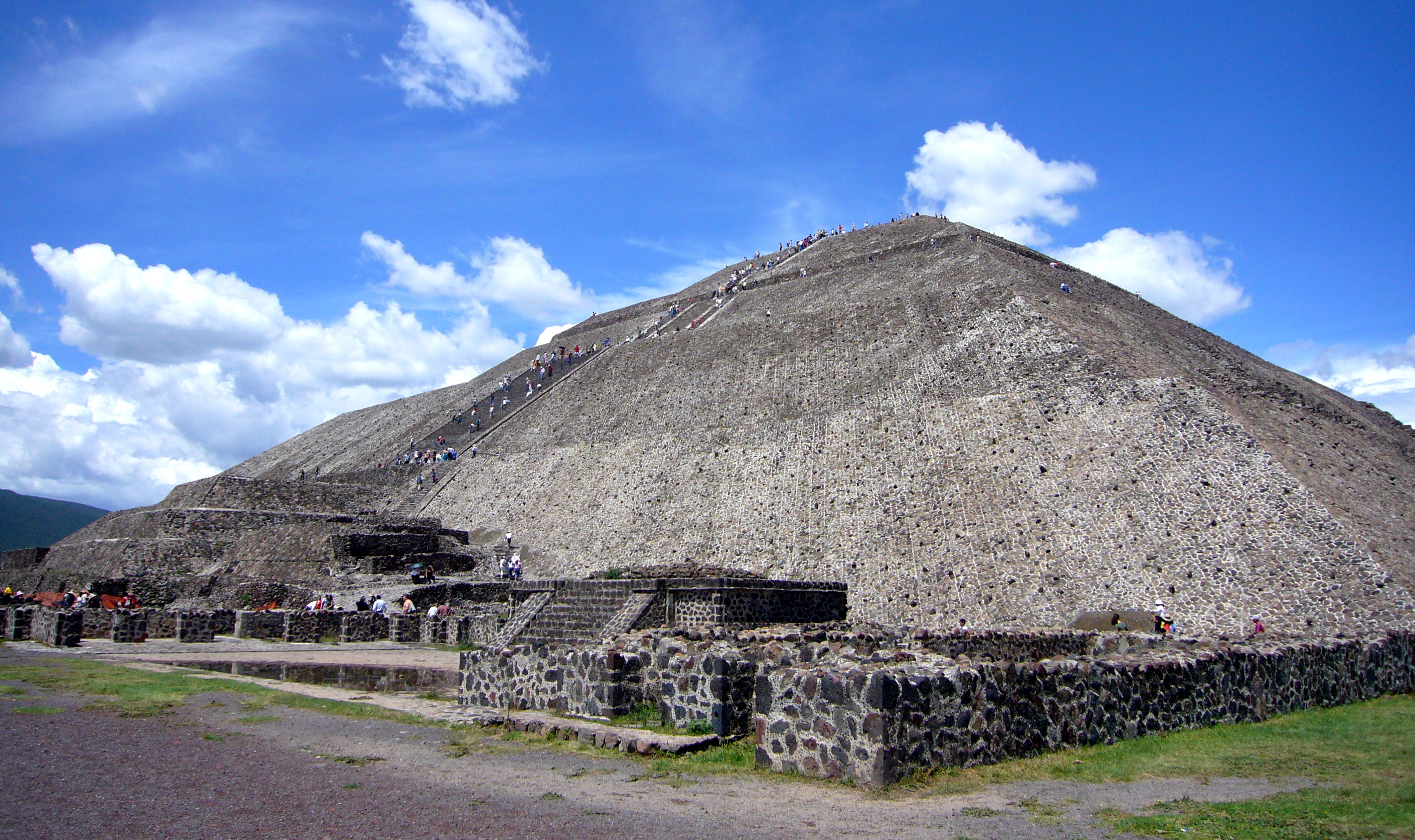
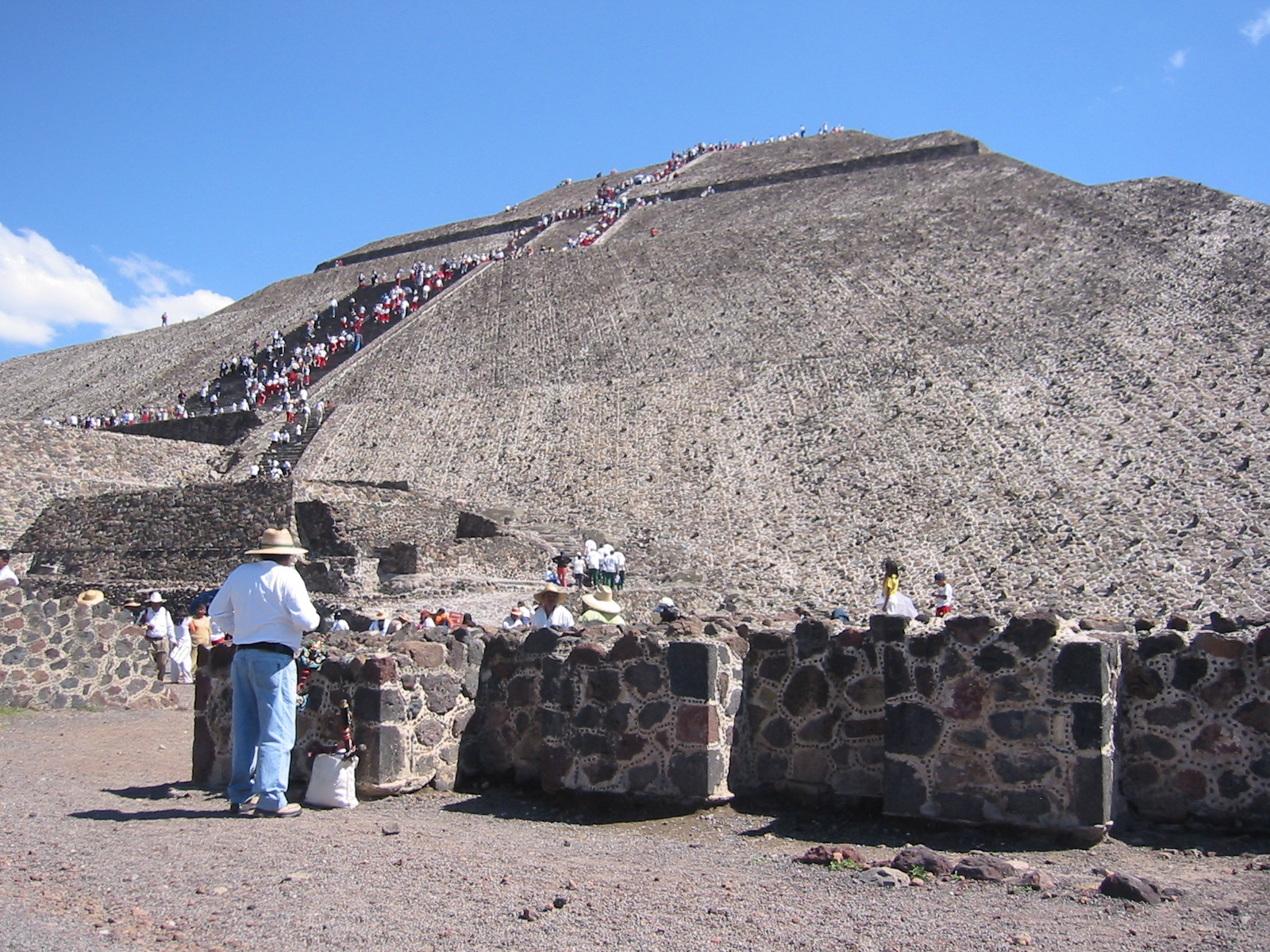
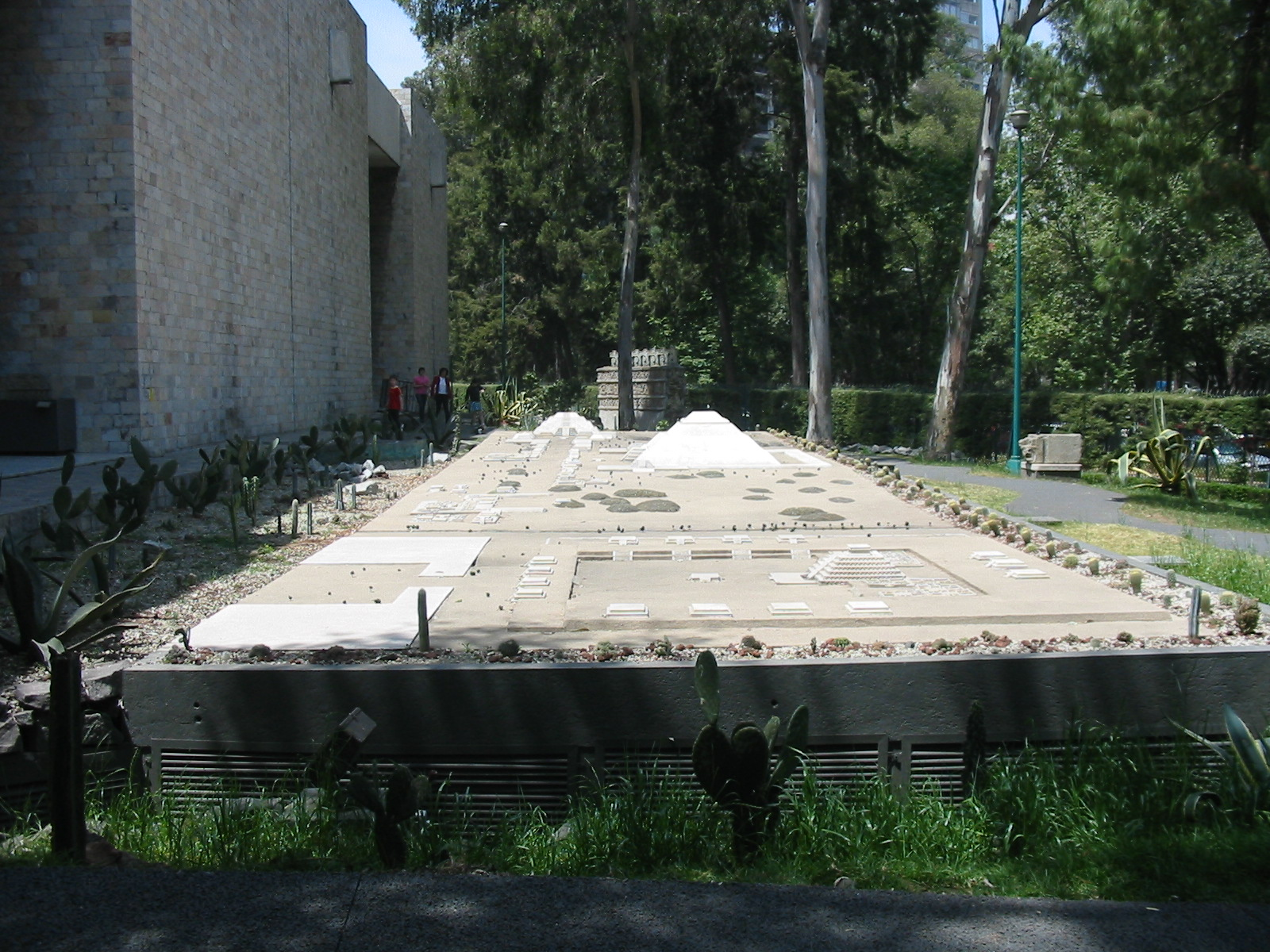
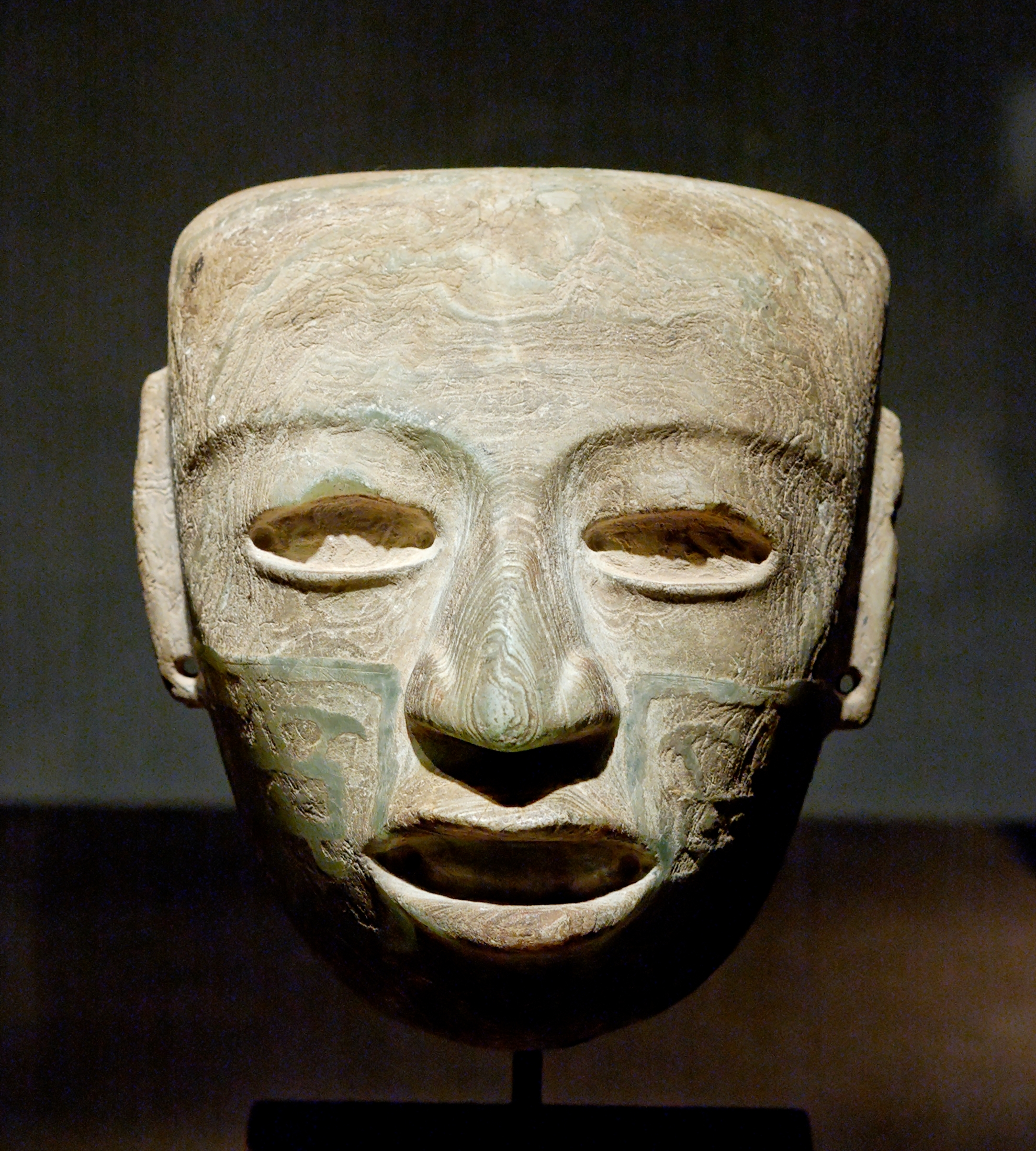
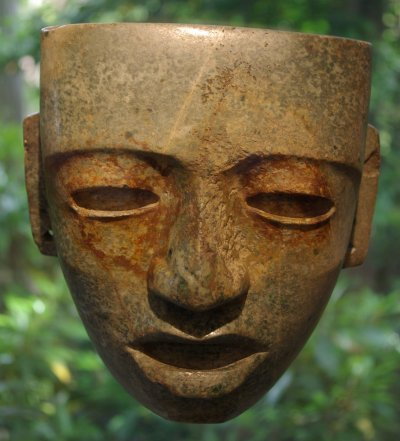